# رائد أبو السعود
رائد أبو السعود (مواليد 14 فبراير 1958)، مهندس وسياسي أردني. شغل عدة مناصب رئيسية في عدد من الدوائر الحكومية الأردنية، عيّن وزيراً للمرة الأولى عام 2000، حيث شغل حقيبة وزارة النقل واستمر في المنصب حتى 2003. كما شغل منصب وزير الأشغال العامة والإسكان في حكومتين بين عامي 2003 و 2005، وشغل منصب وزير المياه والري عام 2005، ومرة أخرى بين نوفمبر 2007 وديسمبر 2009.
في عام 2010، انضم إلى مجلس إدارة شركة نماء/كونسولتوس، وهي شركة استشارية صغيرة تضم أقسامًا في التنمية الاقتصادية والمياه والطاقة والبيئة والصحة والحوكمة الرشيدة والموارد البشرية التي تخدم منطقة الشرق الأوسط وشمال إفريقيا.
تولى أبو السعود منصبه في 2018 خلال أول تعديل وزاري لحكومة الرزاز.

## التعليم
يحمل أبو سعود درجة البكالوريوس في الهندسة المدنية وماجستير في إدارة الإنشاءات من جامعة ميامي (1982). وقد أكمل أيضًا خبرة تدريبية واسعة اكتسبها من خلال العديد من الدورات التي حضرها من خلال الوكالة الأمريكية للتنمية الدولية وكلية جون إف كينيدي للإدارة الحكومية في جامعة هارفارد.

## أنظر أيضاً
إمدادات المياه والصرف الصحي في الأردن
قناة البحرين